# 馬薩特佩

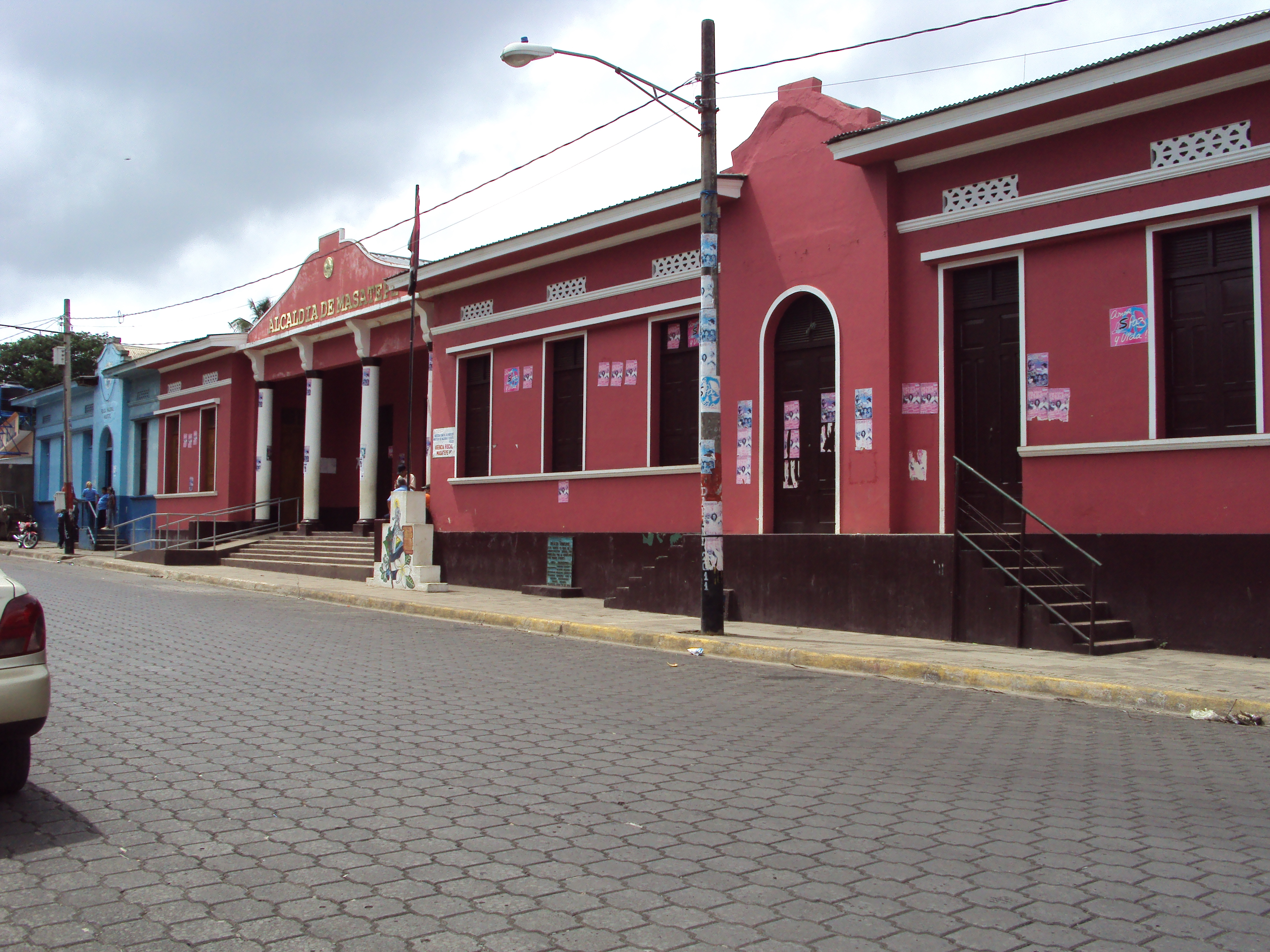
馬薩特佩

馬薩特佩（西班牙語：Masatepe），是尼加拉瓜的城鎮，位於該國西部，由馬薩亞省負責管轄，面積59平方公里，平均海拔高度442米，2005年人口31,583，人口密度每平方公里535.31人。
11°55′N 86°09′W / 11.917°N 86.150°W